# Marc Minuci Auguri (tribú)
Marc Minuci Auguri (en llatí Marcus Minucius Augurinus) va ser un magistrat romà del segle iii aC. Formava part de la família Augurí, una branca de la gens Minúcia.
Va ser elegit tribú de la plebs l'any 216 aC i va introduir una llei, Minucia de triumviris mensariis on s'establien els triumvirii mensarii.